# Cantó d'Audun-le-Roman
El cantó d'Audun-le-Roman és un cantó francès del departament de Meurthe i Mosel·la, situat al districte de Briey. Té 25 municipis i el cap és Audun-le-Roman.

## Municipis
- Anderny
- Audun-le-Roman
- Avillers
- Bettainvillers
- Beuvillers
- Crusnes
- Domprix
- Errouville
- Joppécourt
- Joudreville
- Landres
- Mairy-Mainville
- Malavillers
- Mercy-le-Bas
- Mercy-le-Haut
- Mont-Bonvillers
- Murville
- Piennes
- Preutin-Higny
- Saint-Supplet
- Sancy
- Serrouville
- Trieux
- Tucquegnieux
- Xivry-Circourt

## Història
| Data d'elecció                           | Identitat       | Partit                      | Qualitat |
| ---------------------------------------- | --------------- | --------------------------- | -------- |
| 1945-1949                                | M. Simon        | SFIO, després Divers gauche |          |
| 1949-19..                                | M. Meynel       | RPF                         |          |
| 19..-1961                                | M. Bolzinger    | Divers droite               |          |
| 1961-1973                                | Lucien Caro     | PCF                         |          |
| 1973-1985                                | Marc Zamichiei  | PCF                         |          |
| 1985-1998                                | Hubert Devèze   | PCF                         |          |
| 1998-                                    | Michel Mariuzzo | PCF                         |          |
| les dades anteriors no són pas conegudes |                 |                             |          |
|                                          |                 |                             |          |

## Demografia
| A partir de 1990: Població sense dobles comptes |